# Methanomethylovorans hollandica
Methanomethylovorans hollandica es una especie de arquea metanógena metilotrófica. Se puede crecer en sulfuro de dimetilo y metanotiol. Es la especie tipo de su género. Fue la primera archaea estrictamente anaeróbica aislado de un entorno de sedimentos de agua dulce en que el sulfuro de dimetilo era la única fuente de carbono. No es halófilas. Se puede utilizar compuestos metilados como sustratos, pero no puede utilizar el dióxido de carbono o acetato. Debido a que el sulfuro de dimetilo tiene implicaciones para el calentamiento global, este organismo puede ser de importancia considerable.

## Otras lecturas
- Sneath, Peter HA, et al. Bergey's Manual of Systematic Bacteriology. Volume 3. Williams & Wilkins, 2011.